# Col de Vars
Der Col de Vars ist ein Pass in den Französischen Alpen. Der Pass befindet sich an der Grenze zwischen den Départements Hautes-Alpes und Alpes-de-Haute-Provence in der Region Provence-Alpes-Côte d’Azur. Er verbindet das Tal der Ubaye mit dem Queyras-Tal und der Stadt Embrun über den Berg Parpaillon. Der Pass befindet sich auf einer Höhe von 2109 m über dem Meeresspiegel und ist von Mai bis Oktober geöffnet. Der Pass hat keine klassische Wintersperre. Bei günstigen Wetterverhältnissen ist er auch im Winter geöffnet. Der Col de Vars zählt zur Hochalpenstraße Route des Grandes Alpes.

## Auffahrten
Die Nordauffahrt hat ihren Ausgangspunkt bei einem Kreisverkehr in der Gemeinde Guillestre, wo sich die D902 und D902A treffen. Von diesem Punkt aus weist der 18,8 Kilometer lange Anstieg eine durchschnittliche Steigung von 5,7 % auf, wobei sich die Auffahrt in drei Abschnitte gliedern lässt. Auf den ersten 7,2 Kilometern liegt die Steigungsprozente im Schnitt bei rund 8 %. Die gut ausgebaute Straße führt dabei über mehrere Kehren. Beim Abzweiger zum Val d’Escreins flacht die Auffahrt zunehmend ab und beinhaltet auf den anschließenden vier Kilometern sogar eine längere abfallende Passage. In der Gemeinde Sainte-Marie beginnt die Straße 7,5 Kilometer vor der Passhöhe erneut zu steigen und führt unterschiedlich steil durch die Gemeinde Vars. Die steilsten Anstiege im oberen Teil betragen rund 7 %, bei der Refuge Napoléon Vars werden nahezu flache Kilometer befahren. Nach dem Verlassen des Ortsgebiets von Vars führt die Straße auf geradem Weg oberhalb der Baumgrenze auf die Passhöhe.
Die Südauffahrt der D902 ist 14,6 Kilometer lang und weist eine durchschnittliche Steigung von 5,5 % auf. Die ersten rund sechs Kilometer führen entlang der Ubaye in Richtung Norden, wobei die Steigungsprozente meist unter 5 % liegen. In der Ortschaft Saint-Paul-sur-Ubaye teilt sich die Straße in die D902 und D25 auf, wodurch sich die Charakteristik des Anstiegs deutlich verändert. Nun beginnt die D902 deutlich stärker anzusteigen und führt zur Ortschaft Mélezen, wo die Straße kurzzeitig wieder abflacht, ehe die letzten 5 Kilometer in Angriff genommen werden, die eine durchschnittliche Steigung von rund 9 % aufweisen. Über vier Kehren führt die schmale Auffahrt nun oberhalb der Baumgrenze auf die Passhöhe, wobei Kilometerschnitte von mehr als 10 % erreicht werden.

## Radsport

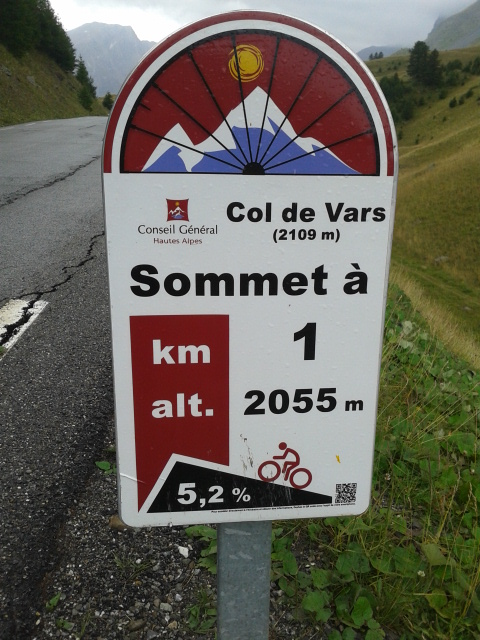
Spezielle Beschilderung für Radfahrer auf der Nordauffahrt

Der Col de Vars ist als Teil der Route des Grandes Alpes ein beliebter Pass bei Radsportlern. Mit der Tour de France und dem Giro d’Italia führten bereits zwei Grand Tours über die Passhöhe des Col de Vars, der meist in Kombination mit dem bekannteren Col d’Izoard befahren wird. Sowohl auf der Nord- als auch auf der Südauffahrt sind Schilder angebracht, die die Radfahrer über die Durchschnittssteigung des anstehenden Kilometers informieren.

### Tour de France
Der Col de Vars wurde im Jahr 1922 erstmals von der Tour de France überquert. Auf dem Weg von Nizza nach Briançon wurde er nach dem Col d’Allos von der Südseite befahren, ehe der Col d’Izoard in Angriff genommen wurde. Als erster Fahrer kam der Belgier Philippe Thys auf der Passhöhe an, der später auch den 274 Kilometer langen Abschnitt für sich entschied.
Im Jahr 1923 hätte der Pass erneut passiert werden sollen, wobei er aufgrund eines Erdrutsches kurzfristig aus dem Programm genommen wurde. Nachdem der Col de Vars in den Jahren 1924, 1925, 1926 und 1927 stets von der Südauffahrt befahren worden war, wurde bei der Tour de France 1933 erstmals die Nordauffahrt gewählt, ehe die Strecke über den Col d’Allos nach Digne-les-Bains führte. Der Col de Vars stellte einen von insgesamt 16 Anstiegen dar, auf denen Punkte für die neu eingeführte Bergwertung vergeben wurden. Mit dem Spanier Vicente Trueba sicherte sich der spätere Sieger dieser Sonderwertung die meisten Punkte auf der Passhöhe. Bis ins Jahr 1937 wurde bei den nachfolgenden Austragungen stets die Nordauffahrt genutzt. Bei der Tour de France 1938 wurde der Col de Vars wieder nach dem Col d’Allos und vor dem Col d’Izoard von der südlichen Seite befahren. Auch In der letzten Austragung der Tour de France vor dem Zweiten Weltkrieg (1939) wurde die Südauffahrt des Col de Vars genutzt.
Nach dem Zweiten Weltkrieg teilte die Organisation der Tour de France die Bergwertungen in zwei Kategorien auf, wobei die Nordauffahrt im Jahr 1947 als Anstieg der 1. Kategorie und die Südauffahrt in den Jahren 1948 und 1949 als Anstieg der 2. Kategorie galt. Ab dem Jahr 1950 wurde auch die Südauffahrt meist als Bergwertung der 1. Kategorie bewertet. Seit den 1970er Jahren steht der Col de Vars nur noch selten im Programm der Tour de France. Die bislang letzte Auffahrt erfolgte im Jahr 2019 als er auf der 18. Etappe erneut im Vorfeld des Col d’Izoard überquert wurde.

Der Col de Vars spielte eine Schlüsselrolle bei den beiden Tour-de-France-Siegen des Italiener Gino Bartali. Im Jahr 1938 führte der Italiener über den Col d’Allos, Col de Vars und Col d’Izoard und gewann die Etappe mit einem Vorsprung von rund fünf Minuten, wodurch er das Gelbe Trikot von Félicien Vervaecke übernahm. Zehn Jahre später griff er erneut in der Südauffahrt an und setzte sich vom Gesamtführenden Louison Bobet ab, ehe er seinen Vorsprung auf der vom Regen nassen Abfahrt weiter ausbaute. Nach der Überquerung des Col d’Izoard gewann er die Etappe und nahm dem Franzosen schlussendlich rund 18 Minuten ab. Louison Bobet behielt zwar das Gelbe Trikot, musste es tags drauf jedoch an Gino Bartali abgeben. Im Jahr 1953 griff Louison Bobet selbst in der Südauffahrt des Col de Vars an und legte so den Grundstein für seinen ersten Gesamtsieg.
Im Jahr 2024 führte die Tour de France auf der 19. Etappe zum ersten Mal seit dem Jahr 1993 wieder über die Nordauffahrt des Passes. Im Anschluss wurde mit der Cime de la Bonette das „Dach der Tour“ erreicht, ehe die Etappe mit einer Bergankunft in Isola 2000 zu Ende ging.
| Jahr | Etappe     | Bergwertung   | Fahrer              | Auffahrt |
| ---- | ---------- | ------------- | ------------------- | -------- |
| 1947 | 09. Etappe | 1. Kategorie  | Jean Robic          | Nord     |
| 1948 | 13. Etappe | 2. Kategorie  | Jean Robic          | Süd      |
| 1949 | 16. Etappe | 2. Kategorie  | Ferdy Kübler        | Süd      |
| 1950 | 18. Etappe | 1. Kategorie  | Louison Bobet       | Süd      |
| 1951 | 20. Etappe | 1. Kategorie  | Fausto Coppi        | Nord     |
| 1953 | 18. Etappe | 1. Kategorie  | Adolphe Deledda     | Süd      |
| 1955 | 09. Etappe | 1. Kategorie  | Charly Gaul         | Nord     |
| 1958 | 20. Etappe | 1. Kategorie  | Antonino Catalano   | Süd      |
| 1960 | 16. Etappe | 1. Kategorie  | Imerio Massignan    | Süd      |
| 1962 | 18. Etappe | 2. Kategorie  | Eddy Pauwels        | Süd      |
| 1964 | 09. Etappe | 1. Kategorie  | Julio Jiménez       | Nord     |
| 1965 | 16. Etappe | 1. Kategorie  | Cees Haast          | Süd      |
| 1967 | 11. Etappe | 2. Kategorie  | Georges Chappe      | Nord     |
| 1969 | 11. Etappe | 1. Kategorie  | Gabriel Mascaró     | Nord     |
| 1972 | 13. Etappe | 1. Kategorie  | Raymond Delisle     | Süd      |
| 1975 | 16. Etappe | 2. Kategorie  | Joop Zoetemelk      | Süd      |
| 1986 | 17. Etappe | 1. Kategorie  | Eduardo Chozas Olmo | Süd      |
| 1989 | 16. Etappe | 1. Kategorie  | Bruno Cornillet     | Süd      |
| 1993 | 11. Etappe | 1. Kategorie  | Davide Cassani      | Nord     |
| 2000 | 14. Etappe | 1. Kategorie  | Jens Heppner        | Süd      |
| 2017 | 18. Etappe | 1. Kategorie  | Alexei Luzenko      | Süd      |
| 2019 | 18. Etappe | 1. Kategorie  | Tim Wellens         | Süd      |
| 2024 | 19. Etappe | HC. Kategorie | Richard Carapaz     | Nord     |

### Giro d’Italia
Der Giro d’Italia führt im Jahr 1949 auf der 17. Etappe erstmals über den Col de Vars. Auf dem Weg von Cuneo nach Pinerolo mussten damals der Col de Larche, Col de Vars, Col d’Izoard, Col de Montgenèvre und die Auffahrt nach Sestriere überquert werden. Fausto Coppi führte über alle fünf Alpen-Pässe und gewann die Etappe mit einem Vorsprung von rund 12 Minuten vor seinem Kontrahenten Gino Bartali. Weiters übernahm Fausto Coppi das Rosa Trikot von Adolfo Leoni und sicherte sich wenige Tage später seinen dritten von insgesamt fünf Gesamtsiegen.
In den Jahren 1964 und 1982 wurde die anspruchsvolle Alpen-Etappe erneut Mal ausgetragen, ehe die Südauffahrt beim Giro d’Italia 1996 ein weiteres Mal befahren wurde. Diesmal bildete der Col de Vars die vorletzte Steigung der 14. Etappe die nach dem Col d’Izoard in Briançon zu Ende ging. Zuletzt führte die Italien-Rundfahrt im Jahr 2016 zu Beginn der 20. Etappe über die Nordauffahrt des Col de Vars, die als Bergwertung der 1. Kategorie galt.
| Jahr | Etappe     | Bergwertung  | Fahrer                  | Auffahrt |
| ---- | ---------- | ------------ | ----------------------- | -------- |
| 1949 | 17. Etappe | GPM          | Fausto Coppi            | Süd      |
| 1964 | 20. Etappe | GPM          | Antonio Gómez Del Moral | Süd      |
| 1982 | 21. Etappe | GPM          | Isidro Juárez           | Süd      |
| 1996 | 14. Etappe | unbekannt    | Rodolfo Massi           | Süd      |
| 2016 | 20. Etappe | 1. Kategorie | Stefan Denifl           | Nord     |